# Петроаско съкровище
Съкровището на Пиетроазеле или Съкровището от Петроса, открито в Пиетроазеле, окръг Бузъу, Румъния през 1837 г., е готско съкровище от края на IV век. То включва около 22 предмета от злато, някои от които са сред най-известните примери за полихромния стил на миграционния период.

## Археология
Петроаско съкровище е разкрито от селяните Йон Лемнару и тъста му Стан Аврам в долината Ургоая (дн.Пиетроазеле) под платото, наречено тогава Виа Арденилор. Находката е направена в лозе, на около километър от мястото на някогашния римски лагер. Съкровището е с общо тегло 18,7975 килограма злато и скъпоценни камъни като гранати, алмандини, турмалини, смарагди, скални кристали, сапфири и цветно стъкло. Много от тях са били унищожени и изсечени с брадва от Анастасе Арнъутул и са изгубени днес. Когато в края на XIX век Александру Одобеску публикува книгата си за съкровището  той смята, че такава великолепна изработка е можела да принадлежи само на Атанарих – починалият през 381 г. вожд на тервингите. Съвременните археолози са скептични към това предположение.
Атомен анализ на златното съкровище на Пиетроазеле достига до заключението, че от гледна точка на концентрациите Ir/Au, Cu/Au и Ag/Au трите стила са струпани. Според данните за концентрацията на иридий, предположението за дакийски произход на съкровището е изключително невероятно, с което и хипотезата, че римски императорски златни монети са били претопени и използвани за производство на артефактите от Петроаса, не съответства на концентрациите на посочените метали. 

## Анализ
От двадесет и двата предмета в съкровището днес са оцелели само дванадесет, съхранявани в Националния музей за румънска история в Букурещ. Те са голяма фибула с орлова глава и три по-малки, инкрустирани с полускъпоценни камъни; кръгла оброчна чиния патера, моделирана с орфически фигури  с триизмерна богиня, седнала в центъра ѝ; дванадесетостенна чаша, пръстен с готски рунически надпис, голяма тава, две огърлици и стомна. Те представят многобройни стилове, като този на китайската династия Хан, забелязан в токите на коланите, елинистични стилове в златните купи, сасанидски мотиви в кошничките и германски модни стилове във фибулите. Това се счита за характерно за космополитния възглед на черняховската култура и един регион без определени топографски граници.
Асоциирането на съкровището с определена култура и неговото датиране е направено чрез анализ на съставните предмети, техническите и стилистични детайли, присъстващи в начина им на изработка, както и чрез изучаване на някои документални източници. Отправната точка са рунически символи на огърлицата – от самото начало съкровището се приписва на общност или лице от германски произход. Рудолф Ноймайстер поставя съкровището във връзка с важните моменти, настъпили през четвъртия век във всеобщата история. Той е този, който за първи път излага тезата за приписване на съкровището на Атанарих, вожд на вестготите, който е преминал през териториите, съставляващи днес Румъния. Хипотезата е поета от Александру Одобеску, който развива страст към изследване на съкровищата, за което публикува монографията Le Trésor de Pétrossa между 1889 и 1900 г. Много европейски изследователи и специалисти са представяли хипотези относно произхода на съкровището, до превода на руническия текст и до стилистичното оформление на съставните обекти. Ако позоваването на документалните източници и на археологическите аргументи посочва датировка през 4 век сл. Н. Е., то стилистичният анализ на 12-те парчета, достигнали до съвременността, показва, че индивидуалните стилове на изработване на всеки предмет са най-разнообразни. Намерени са аналогии с предмети, датирани през бронзовата епоха и дори от епохата на неолита, патерата произлиза от гръко-римските стилистични символи, четирите брошки – през четвърти век, широките дръжки на многоъгълните съдове са се появил през 1 век от н.е., а формата на съда за вино ойнохое е известна от римската торевтика. Стилистичният характер, който оправдава приписването на съкровището на германските народи, е главата на птиците на брошките; това е индикацията, която би подкрепила датирането на брошките към IV век, както и техния произход. Всички брошки присъстват, в допълнение към главата на птицата в натуралистична форма, както и полихромната украса, в междинна фаза между скито-сарматския период и стилизираните модели от V век нататък. Главата на птицата се счита за характерен елемент за германските народи, тъй като тези племена предпочитат този елемент повече, в сравнение със средноазиатските и иранските зооморфни декоративни мотиви. Не е възможно да се датира точна година на изработване на всеки обект, както не е възможно да се идентифицират и работилниците на изработването им, като се има предвид, че възможната зона би била между северното Черноморие и средиземноморския свят. Съкровището е приемливо датирано през 381 г., в която Атанарих пристига в Константинопол, а всъщност и годината, в която е починал.
Съкровището от Пиетроаса, наречено от румънците и Cloșca cu pui de aur (Златния курник), влиза в музейните експозиции на 28 март 1842 г. сред експонатите на колежа „Свети Сава“ в Букурещ, основал фонда на Националния музей на антиките. Съкровището има няколко престижни участия на Световното изложение в Париж през 1867 г., Изложението на музея в Южен Кенсингтън през 1868 г., Световното изложение през 1873 г. във Виена и Световното изложение в Париж през 1900 г.
С течение на времето съкровището преминава и през събития, които му причиняват нови щети. Такъв е обирът през 1875 г. в Музея на антиките в Букурещ, разположен в Университетския дворец. Обектите са откраднати от Думитру Пантазеску-Попеску, допълнително са обезобразени, като най-повредена е надписаната торква, от която половината е загубена, а руничният текст е изрязан. Щети настъпват и при пожара от 1884 г.в Музея на антиките в двореца на университета в Букурещ. След пожара румънският крал Карол I решава да реставрира съкровището в Берлин бижутера Паул Телге. Направено е копие на съкровището с техниката на галванопластиката. Възстановените предмети и техните копия са останали в същото състояние и до днес. За да укрепи повредените златни конструкции, Телге направи добавки от сребро и бронз, поради което съкровището днес тежи 19 755,33 грама.
Съкровището е изпратено за съхранение в Русия през декември 1916 г., когато армиите на Централните сили окупират Румъния през Първата световна война и е върнато едва през 1956 г.

## Компоненти
| #  | Изображение | Скица на Одобеску | Описание |
| -- | ----------- | ----------------- | --- |
| 1  |             |                   | Обикновено колие с форма на пръстен, кръгло сечение и гладка повърхност. Система за затваряне, състояща се от пръстен в единия край и кука в другия – армилия или торква и колие с рунически надпис. |
| 2  |             |                   | Табличка с кръгла форма и леко вдлъбнат профил; ръбът е украсен с полусферични златни перли, подредени по двата ръба по техниката „au repousse“. Между краищата са изобразени начупена линия и стилизирани палмети. В средата е създаден меандър регистър, вътре в който е концентрично стилизирано цвете. |
| 3  |             |                   | Патера с вдлъбната форма и концентрични регистри с декорация „au repousse“. В първия регистър изобразен гирлянд от лозови листа и гроздове. Концентрично се появяват 16 митологични персонажа, а в последния регистър се виждат няколко животни и пастир. В средата е статуетка на женско божество, вероятно Кибела, седяща на трон и държаща цилиндричен съд. |
| 4  |             |                   | Съд с една дръжка ойнохое. Височина 36 сантиметра, максимален диаметър 10, тегло 1 кил. 716 г. Значително увредена при откриването на съкровището. Първите реставратори запояват счупените части, съединявайки ги и след това да възстановят първоначалната форма на съда чрез изчукване. След втората повреда в резултат на обира на Музея на антиките в Букурещ изглаждането на стените и възстановяването на профила не са направени толкова добре. |
| 5  |             |                   | Елипсовидно огърлие, направено от две припокриващи се неравномерни плочи, затворени от панти с игла. Наклонената горна плоча, изработена „a jour“ има декорации във формата на бухалки, палмети, кръгове, сърца, триъгълници и правоъгълници. Все още има запазени 15 скъпоценни камъка, от които 9 граната (1 кабошон, 4 сърца, 1 детелина и 3 фантазии) с общо около 5,00 kt; 4 малахитови зелени камъни, плоски, с триъгълна форма общо около 0,30 kt; 2 лазурита, общо около 0,20 kt. |
| 6  |             |                   | Стилизирана фибула (брошка) с форма на птица със събрани крила и ветрилообразна опашка. Фрустоконичният врат е декориран в техниката „a jour“ с кръгове, сърца и овали, а яйцевидното тяло с монтирани алмандини и кабошон. Тялото е украсено със запушени кутии, в които се вградени 4 големи овални алмандина с общо тегло около 60,00 kt; 26 малки алмандина с различни форми (сълза, сърце, фантазия), общо около 6,00 kt. На дъното висят 4 колиета: 2 златни и 2 сребърни, 3 от които имат в краищата скален кристал с форма на жълъд, общо около 120,00 kt. На гърба на фибулата, на нивото на раменете има 3 малки връзки. От затягащото устройство се държат 3 неподвижни пръстена, поддържащи пружината и държача на скобата, във формата на обвивка със страничен отвор; странична пружина и игла от неблагороден метал. |
| 7  |             |                   | Фибула във формата на стилизирани златни птици, свързани заедно с метална верига. Овалното тяло е украсено с палмети, кръгове и сърца, направени в техниката „a jour“, подредени около централен кабошон. Опашката с форма на паунд с касети и кабошон с преграда има 3 плетени вериги, които се разклоняват на 5 вериги; 5-те колиета имат в края висулка във формата на фасетиран жълъд. При брошката с бр. 11432 едната висулка е изработена от злато, останалите 4 висулки и 5-те огърлици са от сребро. Брошката е украсена със запушени кутии, в които се съхраняват 11 малки алмандини (6 кръгли, 1 сълза, 4 кабошона) с общо тегло около 4,00 kt; – 2 малки сълзи от алмандин с общо около 0,75 kt; – 1 фрагмент алмандин; Фибула с не. 11433 е украсена със запушени кутии, в които се съхраняват: – 5 големи алмандини (3 кабошона и 2 апартамента) с общо около 110,00 kt; – 12 малки алмандини (5 кръгли, 6 разкъсвания, 1 трапецовидна плоска) с общо около 11,00 kt; – 14 малки алмандини (5 сълзи, 9 овала) с общо около 6,00 kt. На гърба на парчетата хоризонталната тръбна шахта с луковични краища (на която е закрепена пружината) и държач с форма на обвивка, удължен с призматична тръба, перфорирана до главите на птиците, се пазят от затягането устройство; двустранна пружина и игла, изработени от неблагороден метал. |
| 8  |             |                   | Стилизирана фибула с форма на птица с дисковидно тяло, орнаментирана в техниката „a jour“, с алмандини, разположени радиално. Детайлът, украсен с касети, в които се съхраняват 32 камъка, от които: – 2 тръбни опушени кварца – общо около 7,00 kt; – 26 малки алмандини и гранати (18 капки, 2 плоски кръгли, 4 кабошона, 1 шестоъгълна и 1 трапецовидна) – около 25,00 kt; – 1 голям кръгъл гранат от около 6,00 kt; – 1 релефна зелена бутилка от около 0,50 г. На дъното висят 2 колиета – едното от злато, другото от сребро – с перла в краищата – общо около 1,00 kt. На гърба на брошката – приспособление за затягане с игла от обикновен метал.]] |
| 9  |             |                   | Осмоъгълен златен съд, със стени, съставени от 2 реда от 8 ажурни панела, насложени единия наклонен, а другия вертикален. Дръжки с форма на пантера, едната възстановена от неблагороден метал, другата украсена с кабошон алмандини, поддържаща със задни крака наклонени тепанели, а с предните ръба на хоризонталните плочи, изрязани във формата на опашка на птица и украсени cloisonnée. Ажурно дъно с осмоъгълна рамка. Съдът е украсен с кутии, в които се съхраняват общо 211 камъка, от които: – 7 турмалинови зелени камъка (5 пръчки и 2 фрагмента) в базалния пръстен – общо около 7,50 kt; – 5 алмандини и гранати (4 плоски и 1 кабошон) в трапецовидни панели – общо около 3,00 kt; – 4 алмандини и гранати в правоъгълни рамки – общо около 2,00 kt; – 26 алмандини и гранати (20 фрагмента, 3 апартамента и 3 пръчки) в правоъгълни панели с големи розетки – общо около 8,00 kt; – 7 алмандини и гранати в горния октаедър, общо около 3,00 kt; – 3 фрагмента от турмалин върху ръба на съда – общо около 0,50 kt; – 27 алмандини и гранати (цели и фрагменти) върху хоризонталните плочи – общо около 8,00 kt; – 132 камъка, от които: 122 алмандини и гранати – общо около 14,00 kt и 10 фрагмента от перли върху сребърната пантера с общо около 0,50 kt                                                                      |
| 10 |             |                   | Додекагонален съд със стени, съставени от 2 реда от 12 ажурни панела, насложени в различни равнини: едната, наклонена, другата вертикална. Дръжки с форма на пантера, изработени от сребро, с гръб, украсен с тюркоазени и кабошонови алмандини, поддържани със задни крака от наклонени панели и с предните от ръба на хоризонтални плочи, изрязани във формата на опашка на птица и украсени Cloisonnée. Ажурно дъно с дванадесетоъгълна рамка. Детайлът, украсен с касети, в които се съхраняват общо 152 камъка, от които: – 3 турмалинови зелени камъка в базалния пръстен с общо около 0,80 kt; – 20 плоски и овални алмандини и гранати в трапецовидни панели с малки розетки от около 150 kt общо; – 1 правоъгълен алмандин в кутиите между големите розети от около 1,00 kt; – 18 алмандини и правоъгълни гранати в горния пръстен на големи розети с общо около 9,00 kt; – 7 турмалина, пръчки на ръба на кораба с общо около 7,00 kt; – 9 алмандини и гранати с различни форми на дръжки с общо около 7,00 kt; – 2 овални алмандини върху базалната розетка с общо около 1,00 kt; – 46 камъка, от които 22 алмандини и гранати кабошон и 24 тюркоази на една от пантерите (тази с общата метална плоча); – 46 камъка, от които 23 алмандини и гранати и 23 тюркоази на другата пантера (тази със златната плоча) от общо около 6,00 kt   |
| 11 |             |                   | Два фрагмента от златна огърлица с тегло 314,15 грама, изработена с кръгло сечение; надпис, гравиран в руническата азбука на двата фрагмента. |

## Външни връзки
- Съкровището на Пиетроазеле Архив на оригинала от 2007-05-27 в Wayback Machine., в Националния музей за румънска история
- Монети, изобразяващи съкровището
- Великолепната брошка със златен орел
- Vivid: Romania through international eyes, Tim Judy, „The treasure of the Pietroasa“Част I: декември 2005 г. Архив на оригинала от 2019-07-31 в Wayback Machine. Част II: януари 2006 г. Архив на оригинала от 2019-07-31 в Wayback Machine.